# Rede Feminina Nacional de Combate ao Câncer
A Rede Feminina Nacional de Combate ao Câncer é uma entidade filantrópica brasileira sem fins lucrativos, que tem por objetivo prestar assistência gratuita a pacientes carentes portadores de câncer e difundir informação útil para sua prevenção. A Rede hoje tem filiais em quase todo o território nacional e desenvolve importante trabalho assistencialista.
Sua criação deve-se à jornalista Carmen Revoredo Annes Dias, depois conhecida como Carmem Prudente, nascida em Porto Alegre em 25 de dezembro de 1912, filha de Heitor Annes Dias, médico pessoal do presidente da República Getúlio Vargas. O interesse de Carmen pelo câncer data de 1938, quando mudou-se para São Paulo a fim de casar-se com o médico oncologista Antônio Prudente, filho do presidente Prudente de Morais. Com ele trabalhou na Associação Paulista de Combate ao Câncer, onde iniciou sua dedicação ao voluntariado. Em 1946, junto com algumas amigas, Carmen fundou a Rede Feminina de Combate ao Câncer de São Paulo, que logo começou receber importantes doações em materiais, dinheiro e alimentos, atraindo a participação de muitas outras voluntárias. O crescimento da atividade e dos donativos permitiu que Carmen e Antônio fundassem em 1953 o Hospital do Câncer, que ela veio a dirigir após a morte do marido em 1965.
A iniciativa da Rede paulista teve tanto êxito que em 6 de maio de 1978 Carmen fundava a Rede Nacional, que desde então expandiu vastamente suas atividades através das Redes estaduais, que por sua vez se organizam nas Redes ou Ligas municipais. Carmen afastou-se da direção em 1989, já com sua própria saúde abalada pelo mal de Alzheimer, e faleceu em 4 de junho de 2001, deixando um legado reconhecido em larga escala na forma de múltiplas homenagens, além de 15 livros que narram suas lutas e suas viagens pelo mundo em busca de apoios.
Atualmente a Rede está presente em centenas de municípios de 27 estados do Brasil, agregando uma verdadeira legião de colaboradores. A Rede organizou as primeiras campanhas nacionais de esclarecimentos sobre a doença, ajudando a dissipar o antigo estigma que a cercava, um serviço de informação que mantém até hoje, além de trabalhar na prevenção da doença, dar assistência psicológica e auxílio material a pacientes carentes através do pagamento de exames, consultas, medicamentos e procedimentos cirúrgicos, e apoiar e fazer parcerias com iniciativas de outras instituições e do governo em suas várias instâncias. Também mantém um congresso nacional, que busca "tratar da parte informativa de combate ao câncer com o objetivo de debater pesquisas, resultados, tratamentos inovadores e prestação de serviços, além de ajudar a disseminar a importância de cuidar e tratar bem os pacientes acometidos pela doença”, como disse Maria da Paz Azevêdo Silva, presidente do 11º Congresso. Outro programa de larga repercussão é a campanha Outubro Rosa, buscando informar o público sobre o câncer de mama.
O trabalho da Rede Nacional foi enaltecido em discurso do deputado federal Décio Lima na Câmara em Brasília, e suas várias subdivisões já foram objeto de inúmeras homenagens em todo o país. Em 2005, quando a Assembleia Legislativa do Paraná rendeu seu preito à Rede estadual, a deputada Arlete Caramês resumiu o que foi dito muitas outras vezes em outros locais: "A Rede Feminina e suas voluntárias são mentoras de atividades diversas, agindo com dedicação, carinho e responsabilidade. Solidárias e incansáveis, exercem um trabalho em prol da comunidade de valor incalculável".